# История Тайваня
История Тайваня насчитывает десятки тысяч лет, начиная с самых ранних известных свидетельств существования человека. Считается, что внезапное появление культуры, основанной на сельском хозяйстве около 3000 г. до н. э., отражает прибытие предков сегодняшних коренных народов Тайваня. С конца XIII до начала XVII веков ханьцы постепенно вошли в контакт с Тайванем и начали там селиться. Названный португальскими исследователями Формоза, юг острова был колонизирован голландцами в XVII веке, в то время как испанцы построили поселение на севере, которое просуществовало до 1642 года. За этими европейскими поселениями последовал приток иммигрантов хокло и хакка из районов Фуцзянь и Гуандун материкового Китая через Тайваньский пролив.
В 1662 году Коксинга, лоялист династии Мин, потерявший контроль над материковым Китаем в 1644 году, победил голландцев и основал на острове оперативную базу. Его потомки потерпели поражение от династии Цин в 1683 году, и их территория на Тайване была аннексирована династией Цин. Династия Цин постепенно расширила свой контроль над западными равнинами и северо-востоком Тайваня в течение следующих двух столетий. При правлении Цин большинство населения Тайваня стало ханьским из-за миграции из материкового Китая. Цин уступил Тайвань и Пэнху Японской империи после Первой китайско-японской войны 1895 года. Тайвань пережил промышленный рост и стал японской колонией, экспортирующей рис и сахар. Во время Второй китайско-японской войны он служил базой для начала вторжений в Китай, а затем в Юго-Восточную Азию и Тихий океан во время Второй мировой войны. Японское имперское образование было внедрено на Тайване, а многие тайваньцы сражались за Японию в последние годы войны.
В 1945 году, после окончания военных действий во Второй мировой войне, националистическое правительство Китайской Республики (КР) во главе с Гоминьданом взяло под свой контроль Тайвань. Законность и характер его контроля над Тайванем, включая передачу суверенитета, обсуждаются, при этом Соединённые Штаты и Великобритания заявляют, что передачи суверенитета не было. В 1949 году, после потери контроля над материковым Китаем в ходе гражданской войны в Китае, правительство Китайской Республики под руководством Гоминьдана обосновалось на Тайване, где Чан Кайши объявил военное положение. Гоминьдан управлял Тайванем (вместе с островами Цзиньмэнь, Уцю и Мацу на противоположной стороне Тайваньского пролива) как однопартийным государством в течение сорока лет до демократических реформ в 1980-х годах. Первые в истории прямые президентские выборы были проведены в 1996 году. В послевоенный период Тайвань пережил стремительную индустриализацию и экономический рост, известный как «Тайваньское экономическое чудо», и был известен как один из «четырёх азиатских тигров».

## Доисторический период
До XVII века население острова было малочисленным и в основном состояло из носителей тайваньских языков австронезийской семьи, находившихся по своему развитию на уровне неолита.

## Древние контакты с Китаем

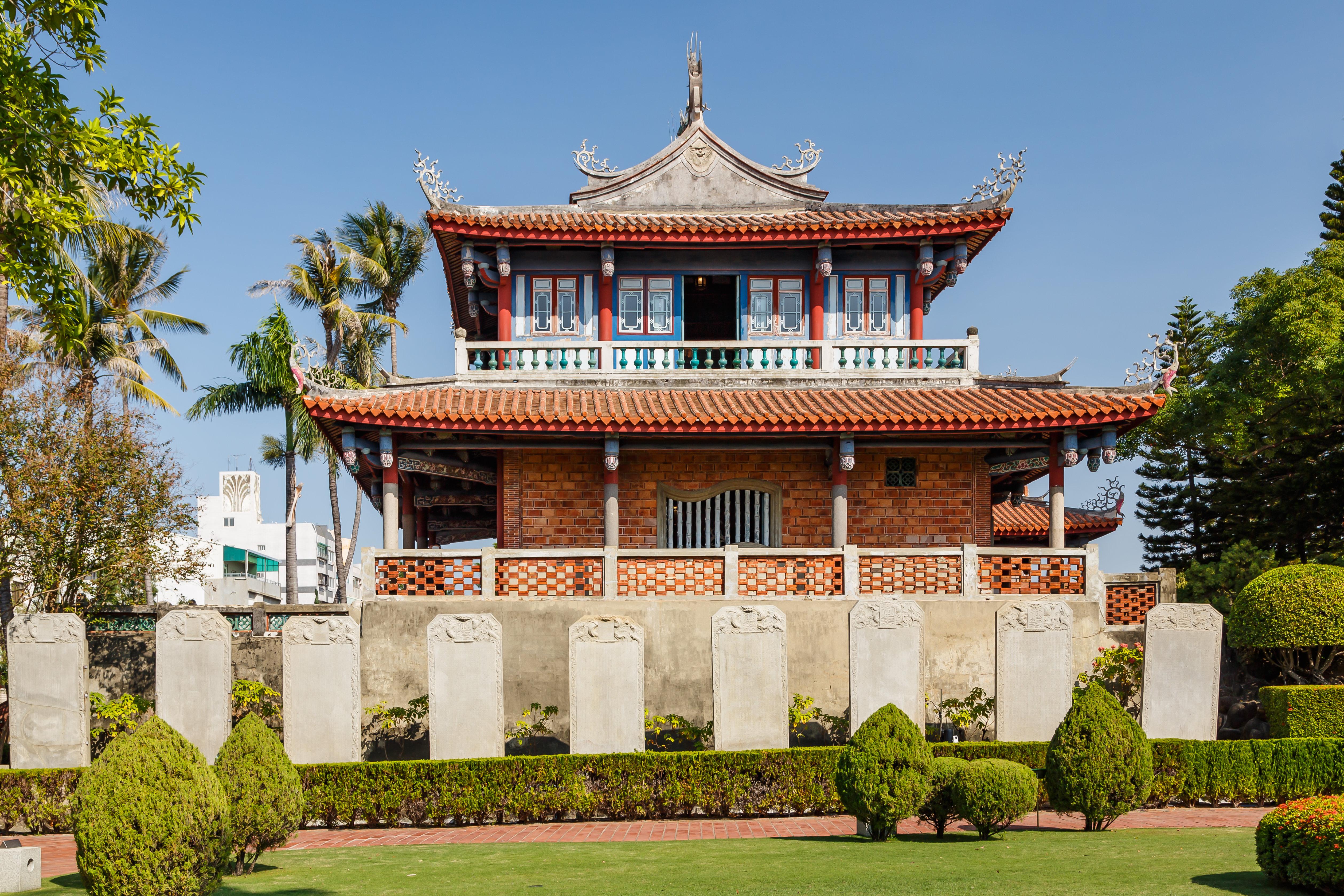
Реконструированная резиденция Чжэн Чэнгуна в Тайнане

В древних китайских хрониках «Хоу Хань шу» (период Вост. Хань — 25-220) и «Сань го чжи» (период Сань го — 220—265) содержатся первые упоминания об острове, который фигурирует в них под названием Ичжоу (остров варваров). С периода Суй (581—618) Тайвань чаще всего именовался Люцю (по названию небольшого царства в юго-западной части острова). Под современным названием остров встречается в письменных источниках с 1599 года.
Торговля и навигация через Тайваньский пролив между материковым Китаем и островом начались задолго до освоения его китайцами. Первая военная экспедиция китайцев на Тайвань отмечена в 230 году. В 610 году 10-тысячная китайская армия совершила новый поход на Тайвань и Пэнхуледао, после чего связи между Китаем и этими островами стали более регулярными. В XII веке Тайвань был официально включён в состав Китая в качестве части провинции Фуцзянь. В 1360 году в связи с ростом военного значения острова на нём было основано Управление по надзору, которое явилось первым китайским органом местной власти на Тайване. В этот период усилился поток иммиграции на остров из провинций Фуцзянь и Гуандун. Процесс освоения острова китайцами ускорился, развивались земледелие и ремёсла. Коренные жители (племена гаошань) были вытеснены в горные районы, а китайские переселенцы начали осваивать прибрежные плодородные земли и развивать рыболовный промысел в прибрежных водах.

## Колониальный период
С конца XVI — начала XVII веков начались вторжения иностранных завоевателей на Тайвань. Вначале это были японские феодалы и пираты, пытавшиеся закрепиться в Цзилуне, Гаосюне и Хуаляне. Однако с помощью подкреплений, присланных из Фуцзяни, они были отброшены.
В 1550 году мимо Тайваня проплывали португальцы, давшие острову название Формоза (Прекрасный). В 1622 году он попал под контроль голландцев из Ост-Индской компании. В 1626 году на Тайвань послала свои военные корабли Испания, ей удалось закрепиться в северной части острова. Борьба за обладание Тайванем между Голландией и Испанией к 1642 году завершилась в пользу первой.
В сентябре 1652 года против голландских колонизаторов вспыхнуло крупное восстание китайского населения и аборигенов под руководством Го Хуая. Несмотря на разгром основных сил повстанцев, под контролем Ост-Индской компании остались лишь северный и юго-западный районы острова.

## Период династии Мин

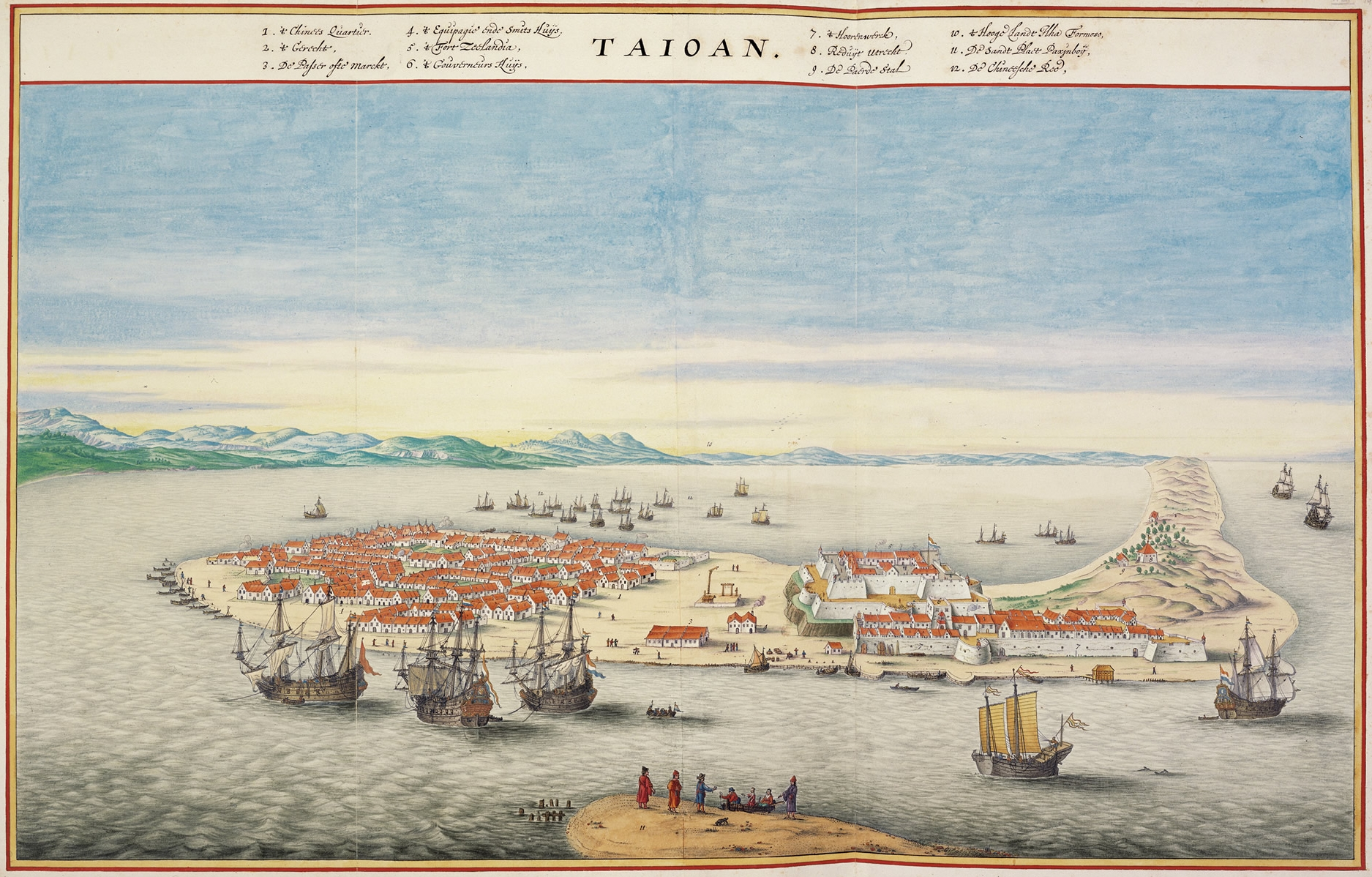
Форт Зеландия в 17 веке

Голландская Формоза просуществовала до 1661 года, когда голландский Форт Зеландия (Тайвань) (в настоящее время входит в район Тайнаня Анпинь) и командовавший им швед Фредерик Койет капитулировали перед армией беженцев из Китая, сохранивших верность свергнутой династии Мин. Во главе китайского вторжения стоял адмирал Коксинга (Чжэн Чэнгун). При нём и его потомках китайское население Тайваня (или Дуннина, как его называли в те годы) возросло до 200 тысяч.
Чжэн Чэнгун и его сторонники создали на острове самостоятельное государство, превратив его в базу борьбы против маньчжуров, свергнувших в Китае минскую династию и утвердивших свою династию Цин. 22 года понадобилось маньчжурам, чтобы путём экономической блокады и с помощью голландцев подчинить Тайвань цинским императорам в 1683 году.

## Цинский период
В 1683 году на Тайване высадилась маньчжурская армия Цинской династии; остров был включён в состав китайской провинции Фуцзянь. Восточные берега острова оставались в течение XVIII века довольно безлюдными, однако в XIX веке амойские торговцы засеяли всю территорию острова рисом и чаем, которые шли на экспорт, в первую очередь, в Японию. Во время переписи 1842 года на Тайване насчитали 2,5 млн жителей.
В 1875 году столицей северного Тайваня стал Тайбэй. В 1886 году Тайвань был выделен в отдельную провинцию Китая. Поражение в войне с японцами вынудило цинское правительство уступить Тайвань в 1895 году Японии. Китайские патриоты попытались образовать на Тайване независимое государство «Тайваньская республика», но эта попытка была быстро подавлена японцами.

## Японский период
С 1895 по 1945 годы остров входил в состав Японской империи и был разделён на несколько префектур: Тайхоку, Синтику, Тайтю, Тайнан, Такао, Тарэнко, Тайто и Хоко.
По условиям Сан-Францисского мирного договора, подписанного 8 сентября 1951 года, Япония признавала утрату своего суверенитета над Тайванем, Пескадорскими островами и Парасельскими островами. Ни Китайская Республика (Тайвань), ни Китайская Народная Республика не были приглашены на мирную конференцию в Сан-Франциско и не были участниками Сан-Францисского договора.

## Под властью Гоминьдана

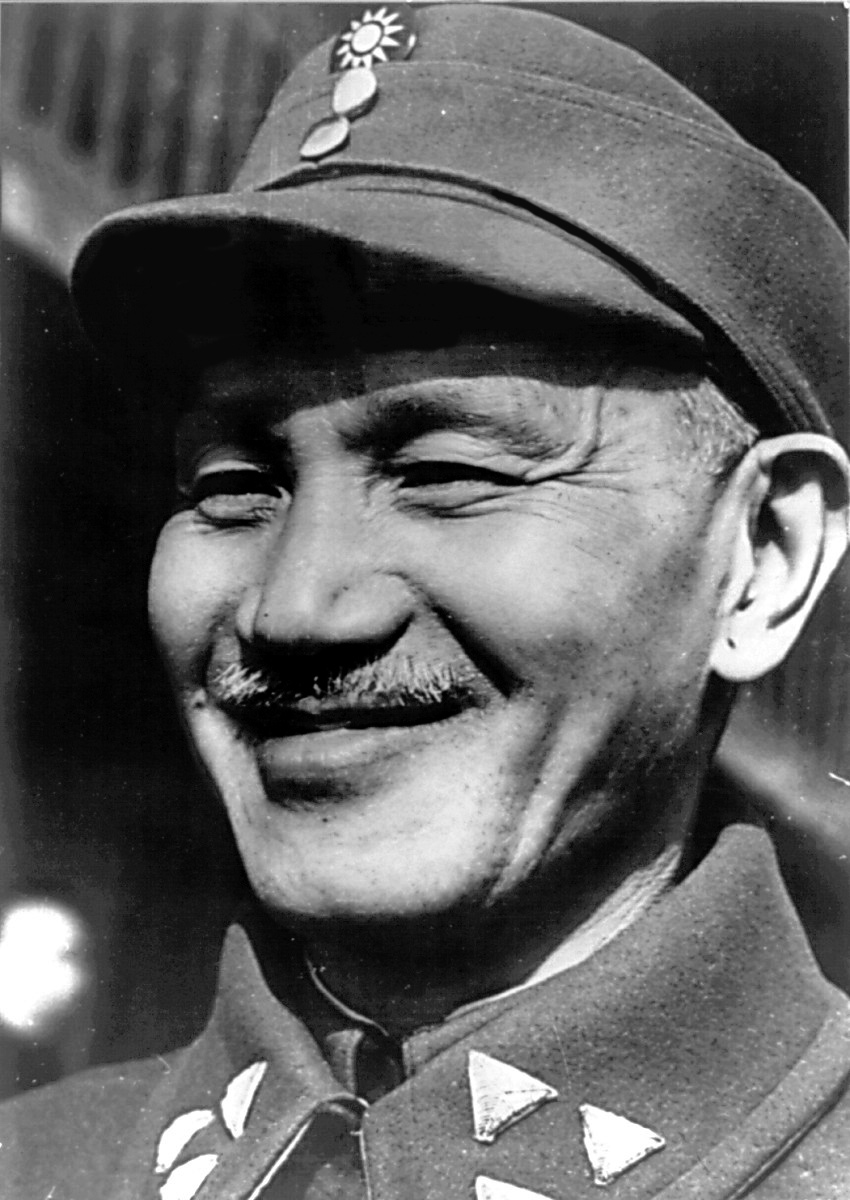
Генералиссимус Чан Кайши

В 1949 году, потерпев поражение в ходе гражданской войны от войск Мао Цзэдуна, глава правительства Республики Китай генералиссимус Чан Кайши укрылся на Тайване. Вместе с ним туда перебрались его партия Гоминьдан, администрация и парламент — Национальное собрание, составленное из представителей всех китайских провинций. Общее количество беженцев из континентального Китая на Тайвань составило около 2 млн человек. Перевыборы парламента предполагалось провести после освобождения материкового Китая от коммунистов. В связи с тем, что возвращение на материк не состоялось, работа депутатов свелась к продлению полномочий Чан Кайши, а после его смерти в 1975 году — его сына и фактического преемника Цзян Цзинго, в 1978 году избранного президентом. В 1975—1978 годах президентом был Янь Цзягань, занимавший при Чан Кайши пост вице-президента.
Военное положение на Тайване, возвращённом Китаю после поражения Японии во Второй мировой войне, было введено 19 мая 1949 года в основном для борьбы с тайваньским сепаратизмом (см. «Инцидент 228)». После бегства гоминьдановского республиканского правительства на Тайвань действие военного положения сохранялось вплоть до 1987 года. Военное положение на Тайване было самым длительным из аналогичных мероприятий в истории, оно длилось 38 лет.
Период действия военного положения называется также «Белый террор». Его жертвами стали многие тысячи тайваньцев, которые подвергались арестам, пыткам, тюремным заключениям и казням из-за подозрений в сотрудничестве с КПК и другими оппозиционными силами. Этот период характерен господством де-факто однопартийной системы. Хотя наряду с Гоминьданом легально существовали Китайская молодёжная партия и Китайская демократическая социалистическая партия, имевшие малочисленные группы депутатов, экономика, государственное управление и идеология находились под полным диктатом Гоминьдана.
Было запрещено проведение демонстраций, забастовок, ограничена свобода печати. Командование гарнизонными силами получило полномочия осуществлять цензуру средств информации, контролировать связь, таможенную и эмиграционные службы. Нарушители закона о военном положении предавались военному суду.
Тайваньское правительство построило на островах, включая лежащий в прямой видимости от побережья провинции Фуцзянь (г. Сямынь) архипелаг Цзиньмэнь, мощную оборонительную систему, призванную отразить военное вторжение НОАК. Периодически в 1950-х годах военное противостояние между КНР и Китайской республикой перетекало в горячую фазу, когда происходили вооружённые столкновения, артиллерийские обстрелы противника, тайные спецоперации.

### Экономическое развитие

ВВП на душу населения в Китайской Республике с 1820 г. по 2016 г.

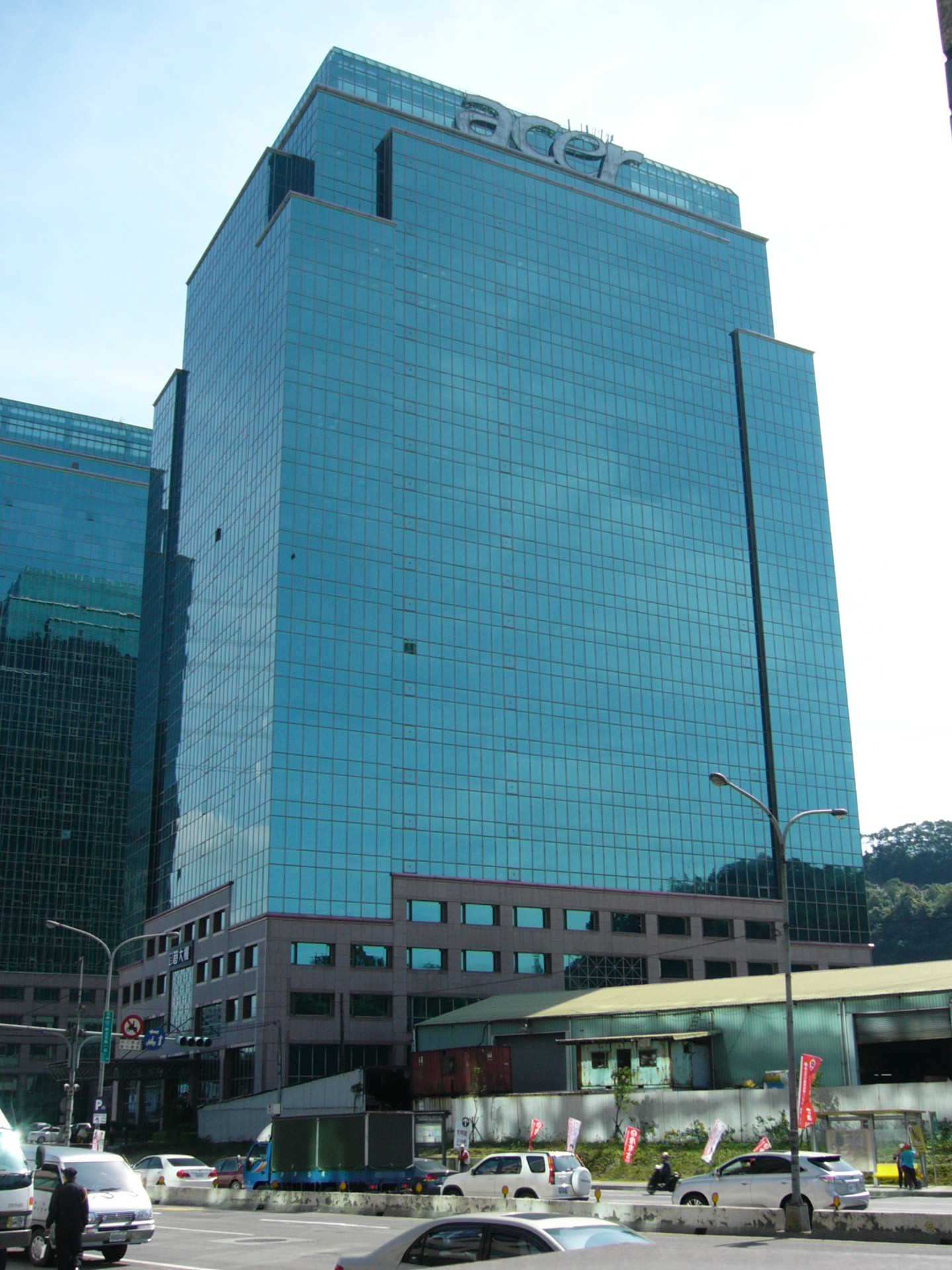
Штаб-квартира корпорации Acer, Новый Тайбэй

Благодаря оставшейся после японской колонизации инфраструктурной базе и модернизационным мероприятиям, предпринятым правительством Гоминьдана, в 1960—1970-х годах Тайвань постепенно развился в процветающую индустриальную страну, став одним из «Четырёх азиатских тигров».
Важной частью модернизации стала аграрная реформа, разработанная под руководством американского экономиста Вольфа Ладежинского по образцу аналогичной реформы в оккупированной Японии. Реформа регулировалась законом 1953 года, получившим название «Земля — пахарю» (Land to the Tiller Act). Государство принудительно выкупало у крупных землевладельцев их земли и передавало их в собственность крестьянам-арендаторам на условиях длительной рассрочки. Крестьяне становились земледельцами-собственниками и сами распоряжались своим урожаем, что резко снижало социальную напряжённость в деревне и лишало помещиков их традиционной власти. Помещики же, получившие за свои земли заметные деньги, стали инвесторами в новые экономические начинания.
Из воспоминаний премьер-министра Сингапура Ли Куан Ю:

В период с 1973 по 1990 годы я посещал Тайвань один-два раза в год, почти всегда останавливаясь по пути в Гонконге. Наблюдать за экономическим и социальным прогрессом китайцев на Тайване, экономика которого ежегодно росла на 8-10 %, было поучительно и вдохновляло меня. Начав с развития трудоёмких производств, основанных на использовании дешёвой рабочей силы: сельского хозяйства, производства текстиля, одежды, спортивной обуви, — Тайвань продолжал настойчиво двигаться вперёд. Сначала на Тайване занимались пиратским переизданием дорогостоящих учебников по медицине, юриспруденции и другим дисциплинам, которые затем продавали по смехотворно низким ценам. К 80-м годам эти учебники уже издавались по лицензии, на качественной бумаге и в твёрдых переплётах. К 90-м годам Тайвань производил микросхемы, компьютерные платы, персональные компьютеры, портативные компьютеры (notebook) и другие высокотехнологичные продукты. Подобный прогресс я наблюдал и в Гонконге, — и в экономике, и в плане повышения благосостояния. Быстрый прогресс двух прибрежных китайских общин очень вдохновлял меня, я извлекал для себя полезные уроки и считал, что раз они смогли добиться этого, то и Сингапуру это тоже будет по плечу.

### Демократизация

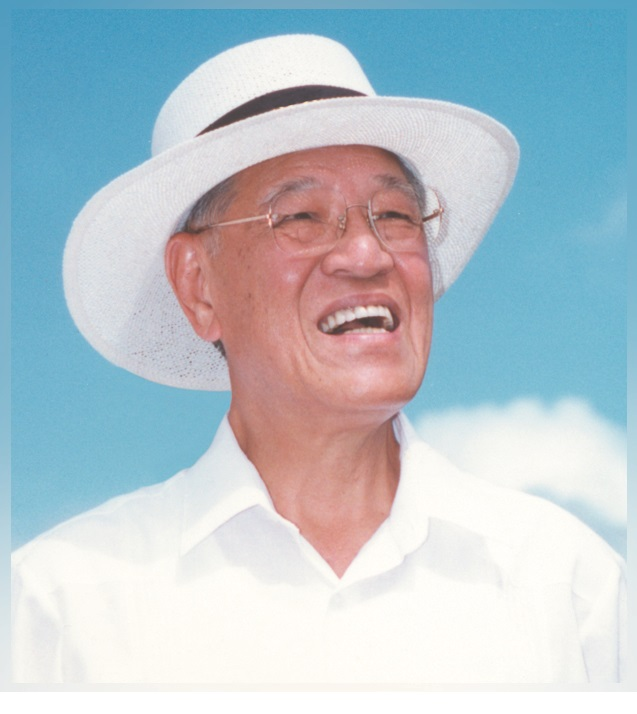
Президент Ли Дэнхуэй

В это же время происходило и постепенное смягчение внутриполитического климата. В 1986 году возникла оппозиционная Демократическая прогрессивная партия (ДПП). В 1987 году было отменено военное положение.
В январе 1988 года Цзян Цзинго умер. Президентом Китайской республики стал Ли Дэнхуэй, занимавший пост вице-президента. Он был первым уроженцем Тайваня, занявшим высший пост, до него президентами были выходцы с материка.
С 1969 года проводились «дополнительные выборы» в Законодательный Юань (парламент) — на место престарелых или умерших членов партии избирались новые депутаты. В 1989 году впервые на таких выборах места в парламенте получила реальная оппозиция — ДПП провела 21 депутата.
В 1991 году под давлением растущей оппозиции депутаты подали в отставку, а функции Национального собрания перешли к парламенту, избранному на свободных многопартийных выборах 21 декабря 1992 года. На них Гоминьдан получил 53 % голосов, ДПП — 31 %.
В 1996 году были проведены прямые выборы президента страны. Президентом был избран Ли Дэнхуэй, набравший 54 % голосов. За кандидата ДПП проголосовали 21 % избирателей.

## XXI век

### ДПП у власти
На президентских выборах 2000 года официальным кандидатом от Гоминьдана был выдвинут вице-президент и экс-премьер Лянь Чжань. Экс-губернатор провинции Тайвань Джеймс Сун, претендовавший на выдвижение от Гоминьдана, вышел из партии и принял участие в выборах в качестве независимого кандидата. Электорат Гоминьдана разделился между двумя кандидатами: Джеймс Сун набрал 36,8 % и занял второе место, нехаризматичный Лянь Чжань набрал 23,1 %. Президентом Китайской Республики стал кандидат от оппозиции — Демократической прогрессивной партии — Чэнь Шуйбянь, набравший 39,3 % голосов. Вице-президентом стала баллотировавшаяся в паре с ним Аннет Лу. Гоминьдан впервые за полвека утратил власть в стране, сумев, однако, сохранить господствующее положение в парламенте.
Джеймс Сун после выборов основал Первую Народную партию, набравшую на парламентских выборах 2001 года 20,3 %. Наибольшее количество голосов получила ДПП (36,6 %), Гоминьдан занял второе место (31,3 %).
Перед президентскими выборами 2004 года Гоминьдан и Первая Народная партия сформировали Синюю коалицию и выдвинули общих кандидатов (Лянь Чжаня в президенты, Джеймса Суна — в вице-президенты), набравших 49,89 %. Чэнь Шуйбянь вновь победил с результатом 50,11 %. Это привело к ужесточению борьбы между ДПП и Гоминьданом.

### Возвращение к власти Гоминьдана
22 марта 2008 года кандидат Гоминьдана Ма Инцзю одержал победу на выборах президента, набрав 58 % голосов и опередив своего соперника, представителя ДПП экс-премьера Фрэнка Се на 16 %.
В сентябре 2009 года суд приговорил бывшего президента Китайской Республики Чэнь Шуйбяня к пожизненному сроку заключения по обвинению в коррупции. Сам Шуйбянь заявляет, что уголовное дело против него имеет политическую мотивацию: во время его правления Китайская Республика подчёркивала свою независимость от КНР, тогда как правительство Ма Инцзю стремится к экономическому сближению и тесным отношениям с КНР.
На президентских выборах 2012 года кандидатом ДПП была выдвинута экс-министр Цай Инвэнь, она набрала 45,6 %. Победил снова Ма Инцзю с результатом 51,6 %.

### ДПП
16 января 2016 года по результатам президентских выборов на Тайване Цай Инвэнь, представитель партии ДПП, одержала убедительную победу, набрав 56,28 %, и стала первой женщиной-президентом Тайваня. Её главный соперник — Эрик Чу (шедший на выборы от партии Гоминьдан) получил 31,04 %.
11 января 2020 года Цай Инвэнь была избрана на второй срок, набрав 57,1 % голосов. Второе и третье места заняли представитель Гоминьдана Хань Гоюй (38,6 %) и Джеймс Сун (4,3 %) от Первой народной партии.
2 августа 2022 года на Тайвань с официальным визитом прилетела спикер Палаты представителей США 52-го созыва Нэнси Пелоси. Это привело к обострению отношений Тайваня и Китая.